# Ludwik Augustyn Koncewicz
Ludwik Augustyn Koncewicz (ur. 1791 w Łomazach, zm. 1 września 1857 w Warszawie) – polski filolog, nauczyciel języka polskiego i historii.

## Życiorys
Urodził się w 1791 w mieście Łomazy w rodzinie Tomasza, proboszcza unickiego i jego żony Aleksandry z d. Sosnowskiej, miał braci Jana i Łukasza. Do szkół uczęszczał do Białej Radziwiłowskiej i ukończył w 1810 Akademię Bialską. Przez kolejne dwa lata był nauczycielem w tejże Akademii, a następnie uczył prywatnie. Zdał egzaminy przed towarzystwem do ksiąg elementarnych i dostał nominację na profesora. W 1824 w Liceum Warszawskim uczył historii i języka polskiego F. Chopina. W 1825 został profesorem w nowo powstałym Instytucie Guwernantek. W 1834 dostał stanowisko dyrektora w gimnazjum w Łukowie.
W 1839 zrezygnował z pracy w szkołach i przyjechał do Warszawy, utrzymywał się z dawania lekcji na prywatnych pensjach. Przygotował i wydał pracę poświęconą filologii polskiej i etymologii. Był kawalerem Orderu św. Stanisława.

## Publikacje
- "Prawidła pisowni polskiej na zasadzie wniosków deputacyi z r. 1830 oparte", Warszawa 1845 i 1856,
- "Zagadki tudzież przypowiastki, powieści i porównania", Warszawa 1842,
- "Nauka moralna o powinnościach człowieka względem siebie samego", Warszawa 1830.

Żonaty z Józefą Marianną z d. Kamińską i mieli czworo dzieci: Aleksandra, Teofilę, Anielę i Henryka. Zmarł 1 września 1857 w Warszawie.